# Wereldkampioenschappen schaatsen afstanden 2019 - Ploegenachtervolging vrouwen
De ploegenachtervolging vrouwen op de wereldkampioenschappen schaatsen afstanden 2019 vrijdag 8 februari 2019 in het ijsstadion Max Aicher Arena in Inzell.

## Statistieken

### Uitslag
| #      | Land             | Naam                                                                       | Tijd    |
| ------ | ---------------- | -------------------------------------------------------------------------- | ------- |
| Goud   | Japan            | Ayano Sato Miho Takagi Nana Takagi Nene Sakai                              | 2.55,78 |
| Zilver | Nederland        | Ireen Wüst Antoinette de Jong Joy Beune Lotte van Beek                     | 2.56,20 |
| Brons  | Rusland          | Jelizaveta Kazelina Jevgenia Lalenkova Natalja Voronina Jelena Sochrjakova | 2.57,72 |
| 4      | Canada           | Ivanie Blondin Isabelle Weidemann Valérie Maltais Kali Christ              | 2.58,30 |
| 5      | China            | Han Mei Li Dan Yin Qi Fang Huiyan                                          | 3.04,07 |
| 6      | Polen            | Karolina Bosiek Natalia Czerwonka Magdalena Czyszczoń                      | 3.05,33 |
| 7      | Verenigde Staten | Carlijn Schoutens Mia Kilburg Kimi Goetz Brianna Bocox                     | 3.06,00 |
| 8      | Italië           | Francesca Bettrone Noemi Bonazza Francesca Lollobrigida                    | 3.07,87 |

### Loting
| Rit | [ 2 ]   |                  |
| --- | ------- | ---------------- |
| 1   | Polen   | Italië           |
| 2   | China   | Verenigde Staten |
| 3   | Canada  | Nederland        |
| 4   | Rusland | Japan            |

2005 · 
2007 · 
2008 · 
2009 · 
2011 · 
2012 · 
2013 · 
2015 · 
2016 · 
2017 · 
2019 · 
2020 · 
2021 · 
2023 · 
2024 · 
2025